# Retheuil
Retheuil é uma comuna francesa na região administrativa de Altos da França, no departamento de Aisne. Estende-se por uma área de 14,87 km². Em 2010 a comuna tinha 362 habitantes (densidade: 24,3 hab./km²).